# 联邦食品、药品和化妆品法案
美国联邦食品、药品和化妆品法案（常缩写为FFDCA，FDCA，或FD&C）是美国国会在1938年通过的一系列法案的总称，赋予美国食品药品监督管理局（FDA）监督监管食品安全、药品、及化妆品的权力。该法案主要是由Royal S. Copeland写成，其为一三年期的纽约州参议员。该法案通过后又历经多次修改。
催生该法案的主要原因之一是因为一种磺胺药物中所使用的溶剂二甘醇导致100多名病人死亡。这部法案诞生后取代了1906年通过的纯净食品及药品法案。